# All Hail to the Days
All Hail to the Days, conosciuto anche come Drive the Cold Winter Away o In Praise of Christmas  o The Praise of Christmas   è un tradizionale canto natalizio inglese di autore anonimo, risalente agli inizi del XVII secolo.

## Storia
Il canto venne pubblicato per la prima volta a Londra intorno al 1625.
Il brano venne quindi ripubblicato nel 1651: in quell'edizione, venne presentato come "una nuova piacevole melodia campestre" (a pleasant country new ditty).
Alcuni musicologi hanno talvolta attribuito la paternità del brano a Tom Durfey (1653-1723).

## Testo
Il testo di All Hail to the Days è composto da 12 stanze.
Nel testo, si dà il benvenuto al periodo natalizio, che viene ritenuto il periodo dell'anno che merita di essere maggiormente lodato : sii tratta infatti di un periodo in cui le delizie raddoppiano (anche per i poveri) e in cui vengono dimenticati i torti ricevuti e in cui, intonando canti natalizi, si scaccia il freddo invernale.
La prime due strofe recitano  :
All hail to the days that merit more praise

Than all the rest of the year,

And welcome the nights that double delights,

As well for the poor as the peer!

Good fortune attend each merry man's friend,

That doth but the best that he may;

Forgetting old wrongs, with carols and songs,

To drive the cold winter away.

This time of the year is spent in good cheer,

And neighbours together do meet,

To sit by the fire, with friendly desire,

Each other in love do greet;

Old grudges forgot, are put in the pot,

All sorrows aside they lay,

The old and the young doth carol his song,

To drive the cold winter away.

[...]